# خطأ إملائي

مثال لأخطاء إملائية في مركز السلطان

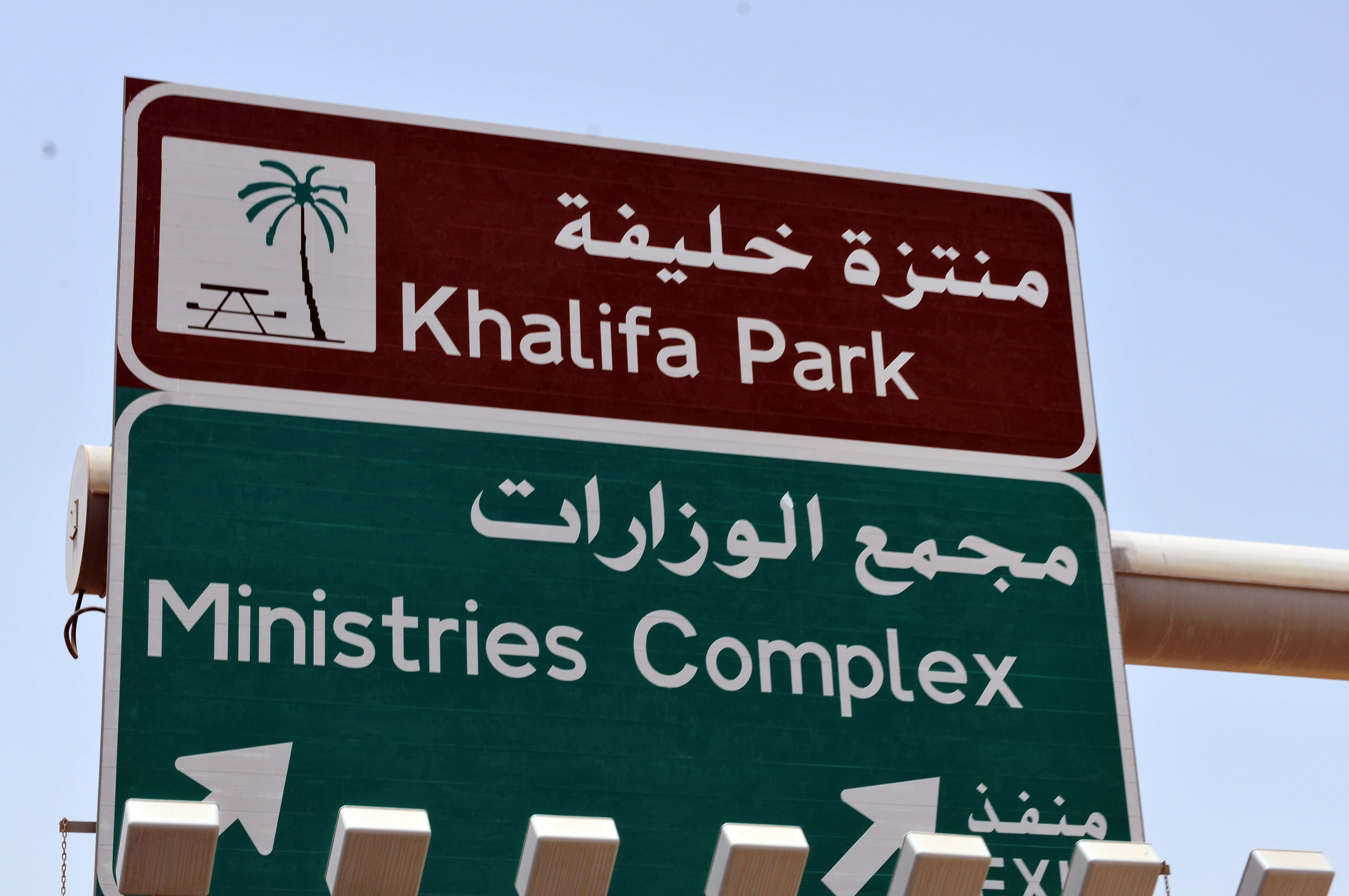
كلمة منتزه مكتوبة بتاء مربوطة بدل الهاء في مدينة أبو ظبي

الخطأ الإملائي هو كتابة الكلمة بشكل لا يُوافِق قواعد الإملاء وقد ينتج عن جهل الكاتب أو عن خطأ مطبعي أو لمشاكل تقنية.
تعد الأخطاء الإملائية والنحوية ظاهرة مُنتشرة بكثرة أثناء الكتابة باللغة العربية دون غيرها من اللغات الأخرى، وتنتشر هذه الأخطاء من كتابات الرسائل القصيرة وتحديثات فيسبوك إلى الإعلانات التجارية. غالبًا ما يُنظر للأخطاء الإملائية بنظرة نقد واستهزاء من كاتبها.

## أمثلة على الأخطاء الإملائية الشائعة
- كتابة الظاء بدل الضاد والعكس (ظابط، قرظ، ضهر ظل بدل ضل والعكس).
- إبدال الألف المقصورة بالألف اللينة والعكس (رضى، فتا، عصى بدل عصا والعكس).
- كتابة الهاء بدل التاء المربوطة، على الرغم أن العكس قد يحدث أحيانًا ولكنه غير شائع (مكتبه، مدفأه، هيئه).
- كتابة الهمزة بأشكال خاطئة، والإبدال بين أشكالها (سيء، أَضيء، دفئ، أسوء).